# Oost-Karelië

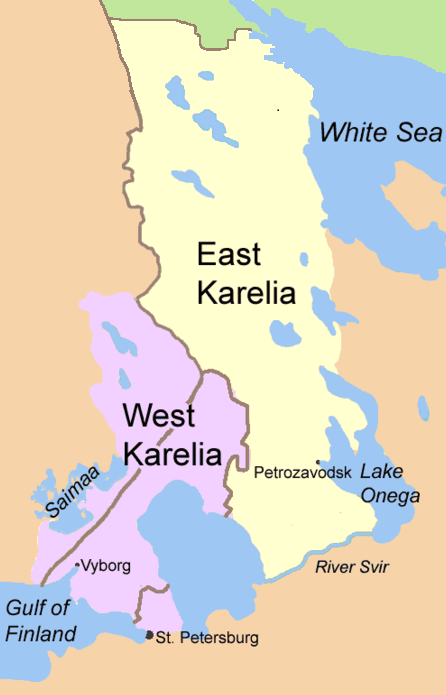
Oost-Karelië
West-Karelië

Oost-Karelië (Fins: Itä-Karjala, Karelisch: Idä-Karjala), of Russisch Karelië, is het deel van Karelië dat sinds het Verdrag van Stolbova in 1617 onder Russische heerschappij bleef. Het is gescheiden van het westelijke deel van Karelië, historisch Zweeds Karelië (vóór 1808). Het grootste deel van Oost-Karelië maakt nu deel uit van de Republiek Karelië binnen de Russische Federatie. Het bestaat voornamelijk uit de oude historische regio's Viena en Aunus.
De etnisch-nationalistische Fennomanen in de 19e eeuw zagen Oost-Karelië als de bakermat van de Finse cultuur, onberoerd door zowel Scandinaviërs als Slaven. In het dunbevolkte achterland van Oost-Karelië, voornamelijk in Wit-Karelië, verzamelde Elias Lönnrot de volksverhalen die uiteindelijk het nationale epos van Finland zouden worden, de Kalevala.
Het idee om Oost-Karelië bij Finland te annexeren ("Groot-Finland"), kreeg in het nieuwe onafhankelijke Finland brede steun. Het was vooral populair tijdens de Tweede Wereldoorlog toen het na een Duitse verovering van de Sovjet-Unie mogelijk leek. Het grootste deel van Oost-Karelië werd 1941-1944 door Finse troepen bezet. De oorlog ging gepaard met ontberingen voor de lokale etnisch Russische burgers, waaronder dwangarbeid en internering in gevangenkampen als vijandige buitenlanders. Na de wapenstilstand van Moskou verstomde de oproep tot annexatie van Oost-Karelië grotendeels.
Nadat Karelië in 1918 was verdeeld tussen Finland en Rusland, werden aan de Finse volkeren, die het grootste deel van de bevolking van Oost-Karelië uitmaakten, verregaande culturele rechten beloofd. Deze rechten werden echter nooit gerealiseerd en onder Stalin begon een intensief russificatieprogramma. Na de val van het communisme was er een opleving in de Finse cultuur in Oost-Karelië.